# Фоминка (Московская область)
Фоминка — деревня в Ступинском районе Московской области в составе Леонтьевского сельского поселения (до 2006 года входила в Алфимовский сельский округ). На 2015 год Фоминка, фактически, дачный посёлок: при 3 жителях в деревне 4 улицы.

## Население
| 2002 | 2006 | 2010 |
| ---- | ---- | ---- |
| 10   | ↘2   | ↗3   |

Фоминка расположена на северо-востоке района, на правом берегу реки Городенка, в 800 м от внешней стороны большого московского кольца, высота центра деревни над уровнем моря — 126 м. Ближайшие населённые пункты: Новоселки — около 1 км на северо-восток, Бессоново в 1 км на восток и Щербинино — менее чем в километре на юго-запад.